# Austrachelas natalensis
Espèce
Austrachelas natalensis est une espèce d'araignées aranéomorphes de la famille des Gallieniellidae.

## Distribution
Cette espèce est endémique du KwaZulu-Natal en Afrique du Sud.

## Description
Les mâles mesurent de 6,90 à 7,65 mm et les femelles de 6,15 à 6,95 mm.

## Étymologie
Son nom d'espèce, composé de natal et du suffixe latin -ensis, « qui vit dans, qui habite », lui a été donné en référence au lieu de sa découverte, le Natal.

## Publication originale
- Lawrence, 1942 : A contribution to the araneid fauna of Natal and Zululand. Annals of the Natal Museum, vol. 10, no 2, p. 141-190.